# Supermerk2
Supermerk2 es un grupo musical argentino de la cumbia villera fundado en Laferrere, Partido de La Matanza, Provincia de Buenos Aires, en 2002. Desde sus inicios hasta la actualidad es la banda de cumbia villera que más países visitó en el mundo, incluyendo todos los países de América Latina, como también países de Oceanía y Europa.

## Antecedentes
La primera idea del grupo la tuvo Sergio Galván, más conocido ahora como "Me Dicen Fideo", vendedor de tortillas a la parrilla, cuando en 2001 viajando a su trabajo leyó desde un colectivo un cartel que decía "merca" y posteriormente en el mismo cartel la palabra "supermercado", y meses después dio luz a la banda.

“Nos dimos cuenta que en el público había gente de muy bajos recursos…nuestra idea era mover esa tribuna, no nos importaba si les gustaba la música, queríamos moverla; ahí me di cuenta que el próximo sábado nos estaban esperando”
Sergio Galván

## Historia
Surgido profesionalmente en 2002 de la mano de Galván y Sotelo quienes luego abandonarán la banda para hacerse solistas como “Me dicen Fideo” y como “Chanchin” , el estilo vocal del solista fue influenciado por Bahiano de Los Pericos. Su sencillo, «Que calor», se convirtió en su primer sencillo de éxito, siendo certificado oro.

“Yo creo que Supermerk2 le puso techo a la cumbia villera, fue el último grupo de cumbia villera que salió con una gran explosión. Después las cosas empezaron a cambiar. Hubo un resurgimiento con algunos grupos, pero después quedamos los pioneros. Ahora hay un revival de ese tiempo, muchos conocieron la cumbia por nosotros y esas generaciones todavía nos van a ver”.
Oscar "Chanchín" Sotelo

El grupo es reconocido por exitosos sencillos como «La Lata», canción principal de su primer álbum de estudio homónimo lanzado en 2003; «La Resaka», parte del álbum mencionado y canción con más de 40 millones de reproducciones en YouTube; «Tomando porquería», entre otros.
En 2004 lanzaron su segundo álbum, titulado Suena Rototon, que incluye sencillos como «El Avión», también del primer álbum de la banda, «Qué calor», «La Gorda», entre otros.
En 2005 lanzaron A Puro Saqueee-ooo, con 12 sencillos y un bonus-track que incluye dos temas más.
En 2006, Alejandro Mamani, de en ese entonces 21 años, bajista de la banda, abrió a tiros a dos personas, las cuales asesinó y posteriormente fue asesinado. En este caso se vieron involucrados todos los integrantes de la banda y principalmente Fideo Galván.

## Estilo musical
En su primer disco predominan los mensajes apológicos hacia el consumo de drogas y también citas al sexo ligero. Principalmente las letras cantadas cuentan las vivencias en los barrios marginales de Buenos Aires, como también hablan de la delincuencia en Argentina y el abuso policial. También fue citada como una de las bases fundamentales de la cumbia villera, moviendo a la masa sociológica de Argentina y considerándola uno de los lenguajes de la dramática realidad social.